# Proclitus ligatus
Proclitus ligatus är en stekelart som beskrevs av André Seyrig 1934. Proclitus ligatus ingår i släktet Proclitus och familjen brokparasitsteklar. Inga underarter finns listade i Catalogue of Life.